# 九条葱
九条葱（くじょうねぎ、九条ねぎ、九条ネギとも表記）は、日本の青ネギ（葉ネギ）の一種。「京都九条ネギ」ともよばれる。京都府により「京の伝統野菜」に指定されている。もともとは江戸時代に京都市南区九条地区あたりで上質な葉ネギが栽培されたことからその名がついたが、現在では京都府各地で生産している。京都では一般にネギといえばこの九条葱のことを指し、白ネギ（根深ネギ）は東京ネギといって区別している。

## 沿革
言い伝えによると、九条葱のルーツは伏見稲荷建立の時期に浪速より移植されたネギである。『続日本後紀』には九条村にて水葱を栽培したと記されている。『延喜式』には栽培法が記されている。京の都は北から南にゆるやかに傾斜しており、都の南部に位置する九条付近は野菜生産に適した有機物に富んだ土壌に恵まれていた。また、比較的風の弱い京都盆地の気象条件は（風で倒されやすい）青ネギの栽培に適していた。
弘法大師（空海）が大蛇に追いかけられたとき、ネギ畑に隠れて難を逃れたという逸話が残っている。そのため、東寺周辺の農家の人々は東寺の縁日（御影供）にあたる21日はネギ畑に入らないようになり、その日はネギを食べないという風習がある。それにちなんで東寺の五重塔の上には葱坊主がつけられたとも言われる。
江戸時代には九条から上鳥羽あたりのネギが最高品質と評価され、京の野菜の横綱とみなされていた。
ハウス栽培が導入されてからは、京都府全域で栽培されている。現在の主な産地は京都府内においては八幡市都々城（京都やましろ農業協同組合）、京都市淀・久世（京都中央農業協同組合）、南丹市八木、京丹後市久美浜（京都農業協同組合）など。ブランド野菜としての確立に加えて、昨今のラーメン人気の影響もあり、消費の拡大を受けて作付面積が増えてきており、2013年度の京都府内の作付面積は約200ヘクタールと、2008年度から27%増加している。

## 特徴
九条葱には、浅黄種（あさぎだね）とよばれる枝分かれしやすい細ネギと、黒種（くろだね）とよばれる太ネギの二系統がある。
浅黄種は「九条細ネギ」ともよばれる葉ネギで、淡緑色で細長く、根から葉の分岐点までが短く、1株で5 - 10本ほどに分けつする。葉の色が薄いことから浅黄種とよばれている。早生種で耐暑性があり、夏から初秋にかけて出荷される。
黒種は「九条太ネギ」（京都九条太ネギ）ともよばれる葉ネギで、葉身部が直径2センチ、長さが1メートル程度に成長し、葉色は濃緑色である。根から葉の分岐点までは長く、1株から3 - 4本に分けつする。葉はやわらかく、青い部分まですべて食べる。耐寒性があり、冬の旬を中心に通年出回る。いわゆる九条葱として有名なのはこの黒種の方である。
霜に当たって葉が倒れると甘味が増すことから、本来の旬は冬とされる。

## 栽培
九条葱は、夏に収穫する細い青ネギと、冬の太ネギとがある。本来は1年以上の期間をかけて露地で栽培される。秋に播種し、春に仮植する。太ネギは土寄せして軟白部を多く育てると甘みのあるネギになる。
種は1センチメートル (cm) 間隔で筋まきし、土を薄くかけ、上からもみ殻、または穀燻炭を薄くかけて鎮圧する。発芽後は、混んでいるところから間引きして育てていく。夏には草丈約20 cmの苗になるので、いったん掘りあげて干しネギ（ネギ苗）とし、それを晩夏に畑の畝に深さ15 cmのまき溝を掘り、株間15 cmで苗を斜めに立てかけるように埋め戻して定植する。生長に合わせて、軟白部分が土から出ないように土寄せを行う。数本に分げつして株が大きくなり、緑葉の生長が止まって約40日後の秋から冬に、シャベルでまわりから掘り起こして収穫する。近年では、周年を通じた需要に対応するためハウスを利用した移植や直播による栽培も増加している。

## 利用

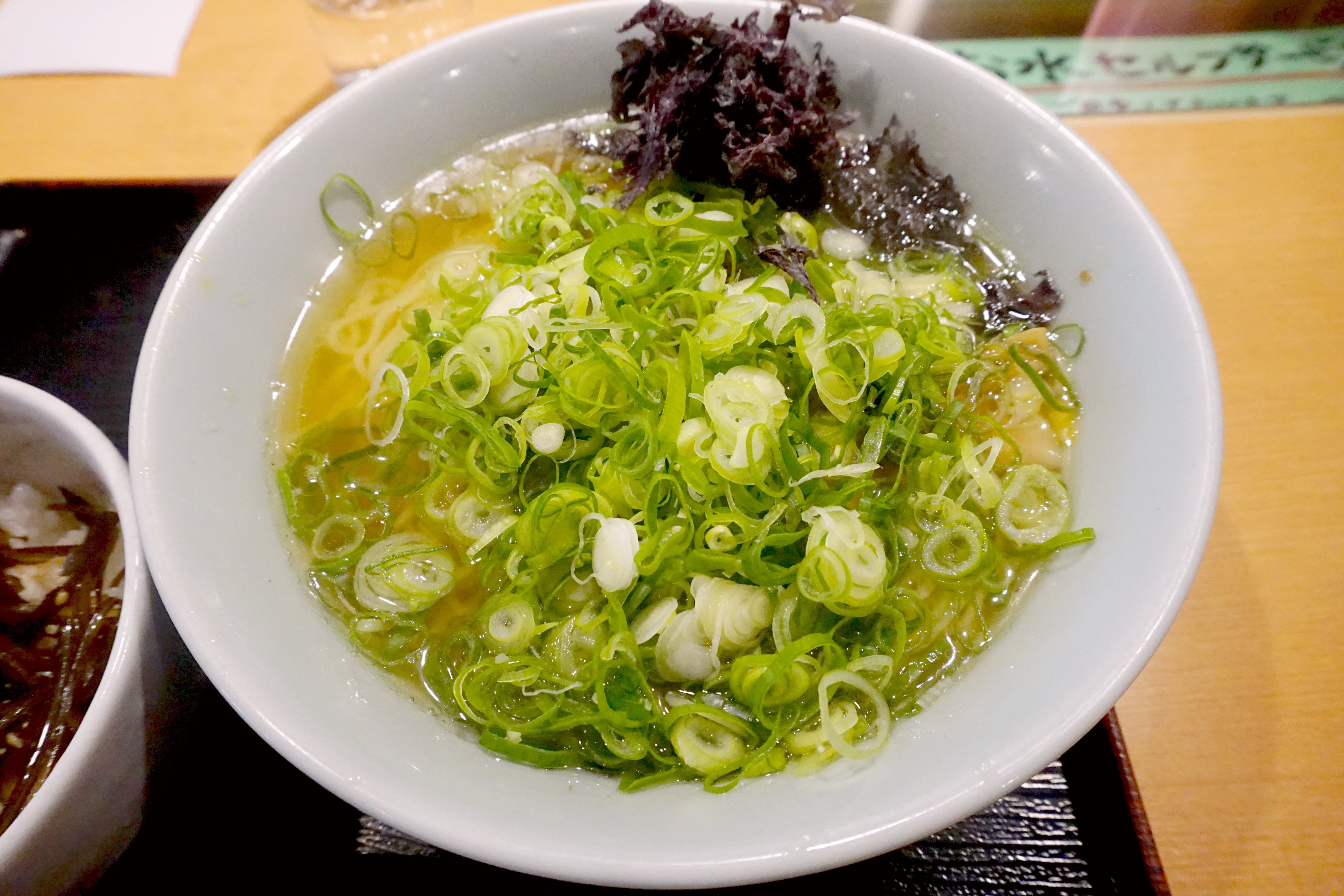
薬味に九条ねぎがトッピングされた和風ラーメン

やわらかく甘みのある葉はまっすぐに伸びる。冬には糖分がゼリー状となって葉身内部に蓄積し、さらに甘みを増す。歯ごたえと香りが良く、ネギ特有のクセがないことから、鍋物や煮物、ぬた（和え物）、ネギ焼きをはじめ、うどんやそうめん、ラーメンの薬味などによく利用される。

## 脚註
1. 1 2 3 4 5 6 7 8  金子美登「京都九条ネギ」『有機・無農薬でできる野菜づくり大事典』成美堂出版、2012年4月1日、134頁。ISBN 978-4-415-30998-9。
2. 1 2 3  主婦の友社編『野菜まるごと大図鑑』主婦の友社、2011年2月20日、246頁。ISBN 978-4-07-273608-1。
3. 1 2 3 4  “九条ねぎ－１３００年の歴史を持つやわらかく甘みのある青ネギ”. jeinou.com.   一般社団法人全国農業改良普及支援協会, 株式会社クボタ (2014年5月22日). 2021年7月3日閲覧。
4. 1 2  講談社編『からだにやさしい旬の食材 野菜の本』講談社、2013年5月13日、197頁。ISBN 978-4-06-218342-0。
5. ↑  大島國三郎(編輯)『京都府園芸要鑑』京都府農会、1909年、193頁。doi:10.11501/840101。
6. 1 2 3 4  竹田勝幸. “京野菜の原点である「九条ねぎ」”. shimo-higashi-kyoto.mypl.net.   株式会社ティ・プラス, 株式会社フューチャーリンクネットワーク. 2021年7月3日閲覧。
7. ↑  “ラーメン人気で九条ねぎ生産増　京都・久御山”. kyoto-np.co.jp.   株式会社京都新聞社 (2014年10月1日). 2014年10月9日閲覧。
8. ↑  “九条ねぎ”. city.kyoto.lg.jp.   京都市 (2019年11月6日). 2021年7月3日閲覧。
9. 1 2 3 4  猪股慶子監修 成美堂出版編集部編『かしこく選ぶ・おいしく食べる 野菜まるごと事典』成美堂出版、2012年7月10日、42 - 43頁。ISBN 978-4-415-30997-2。
10. 1 2 3 4 5 6 7 8  金子美登・野口勲監修 成美堂出版編集部編『有機・無農薬 家庭菜園 ご当地ふるさと野菜の育て方』成美堂出版、2011年4月1日、121頁。ISBN 978-4-415-30991-0。
11. ↑  タキイ種苗株式会社出版部 編『都道府県別 地方野菜大全』（2版）農山漁村文化協会、2003年、196-196頁。ISBN 978-4-540-02156-5。